# Скупштина СР Босне и Херцеговине
Скупштина Социјалистичке Републике Босне и Херцеговине је била највише представничко и законодавно тело у Социјалистичкој Републици Босни и Херцеговини током њеног постојања од 1945. до 1992. године. Према Уставу из 1974. дефинисана је као орган друштвеног самоуправљања и највиши орган власти у оквиру права и дужности друштвено-политичке заједнице.
Kонституисана je 28. априла 1945. на Трећем заседању Земаљског антифашистичког већа народног ослобођења Босне и Херцеговине (ЗАВНОБИХ) када је оно преименовано у Народну скупштину Босне и Херцеговине. После избора за Уставотворну скупштину, одржаних 13. октобра 1946, Народна скупштина је 31. децембра 1947. донела Устав НР Босне и Херцеговине којим је добила назив Народна скупштина Народне Републике Босне и Херцеговине. Овај назив носила је до доношења новог Устава, априла 1963. када је преименована у Скупштину Социјалистичке Републике Босне и Херцеговине. У складу са одлуком „крњег” Председништва БиХ, Скупштина је 8. априла 1992. преименована у Скупштину Републике Босне и Херцеговине.
У периоду од 1945. до 1953. била је једнодомна, а од 1953. до 1990. имала је више већа. Од 1953. до 1963. постојали су Републичко веће и Веће произвођача, од 1963. до 1974. пет већа — Републичко веће, Привредно веће, Просветно-културно веће, Социјално-здравствено веће и Организационо-политичко веће, а од 1974. до 1990. три већа — Веће удруженог рада, Веће општина и Друштвено политичко веће. Непосредно пред одржавање првих вишестраначких избора, Скупштина је усвајањем измена Устава, јула 1990. поново имала два већа — Веће грађана и Веће општина. Извршни орган Скупштине представљало је Извршно веће Скупштине СР Босне и Херцеговине, а пре тога Влада НР Босне и Херцеговине.
У периоду од априла 1945. до јануара 1953. постојао је Президијум Народне скупштине НР Босне и Херцеговине, који је био колективни шеф државе у НР Босни и Херцеговини. Након његовог укидања, функцију шефа државе обављао је председник Народне скупштине све до априла 1974. када је установљено Председништво СР Босне и Херцеговине, чије је чланове и председника бирала Скупштина.

## Уставна улога
Према Уставу Народне Републике Босне и Херцеговине, донетим 31. децембра 1946, као и пратећим законима донетим у складу са њим, Народна скупштина НР Босне и Херцеговине била је врховни орган државне и законодавне власти Народне Републике Босне и Херцеговине. Бирала се на четири године и у првом сазиву 1946—1950. имала је 220, а у другом сазиву 1950—1953. 270 посланика, које су бирали грађани на непосредним изборима. За руковођење седницама Народна скупштина бирала је председника, потпредседника и до три секретара. Сазивање скупштинских заседања, као и расписавње избора за скупштину, вршио је Президијум Народне скупштине, који је давао обавезна тумачења усвојених закона и проглашавао их. Народна скупштина бирала је Президијум, а његов мандат трајао је и након њеног распуштања све до избора нове скупштине. Извршни орган Народне скупштине била је Влада НР Босне и Херцеговине. Усавањем Уставног закона о основама друштвеног и политичког уређења Народне Републике Босне и Херцеговине и републичким органима власти који је Народна скупштина усвојила 29. јануара 1953. значајно је измењен претходни Устав. Народна скупштина постала је дводомна са Републичким већем (114 посланика) и Већем произвођача (82 посланика), који су бирани на одвојеним изборима. Посланике Републичког већа бирали су грађани на непосредним изборима, док су посланике Већа произвођача бирали запослени у предузећима, као и чланови земљорадничких задруга и занатлије. Укинут је Президијум Народне скупштине, а део његових овлашћења пренет је на функцију председника Народне скупштине. Уместо Владе формирано је Извршно веће Скупштине.
Устав Социјалистичке Републике Босне и Херцеговине донет 10. априла 1963, као и пратећи закони донети у складу са њим, дефинисали су Скупштину СР Босне и Херцеговине као највиши орган власти и друштвеног самоуправљања, у оквиру права и дужности друштвено-политичке заједнице, а сачињавали су је делегати грађана и радних људи у радним заједницама. Нови Устав значајно је изменио структуру скупштине, која је имала пет већа — Републичко веће, Привредно веће, Просетно-културно веће, Социјално-здравствено веће и Организационо-политичко веће. Републичко веће имало је 120 посланика и остало је слично претходном, уведеном Уставним законом из 1953, а чинили су га посланици које су грађани бирали на непосредним изборима. Остала већа, збирно названа већа радних заједница, имала су по 70 посланика, које су бирали запослени у радним организацијама. За посланика Републичког већа могао је бити биран сваки грађанин који је имао бирачко право, док су за посланике већа радних заједница бирани радници или чланови руководства радне организације, као и функционери синдиката у одговарајућим областима рада. Уставна новина била је дужина мандата посланика, па је предвиђено да се на две године бира половина посланика савког већа, али је ова одредба укинута уставним амандманима фебруара 1969. када је мандат свих посланика враћен на четири године. Извршни орган скупштине остало је Извршно веће Скупштине које су бирали посланици Републичког већа, због чега је оно у овом периоду (1963—1974) често колоквијално називано Републичко извршно веће.
Након дуже уставне реформе, нови Устав Социјалистичке Републике Босне и Херцеговине донет је 25. фебруара 1974. и према њему скупштински систем заснован је на делегатском систему, а Скупштина СР Босне и Херцеговине имала је три већа — Веће удруженог рада (160 делегата), Веће општина и Друштвено-политичко веће (по 80 делегата). Уставним одредбама формиране су делегатске скупштине, почевши од скупштина општине, преко скупштина градова и републичке скупштине. Општинску скупштину чинила су три већа — Веће месних заједница, Веће удруженог рада и Друштвено-политичко веће, док су градске и републичка скупштина имале иста већа. Непосредним изборима бирани су само делегати на општинском нивоу, док су градске и републичка скупштина формиране од делегата које су бирале општинске скупштине, чиме је уведен систем посредног избора скупштинских делегата. Једна од новина Устава из 1974. било је формирање Председништва СР Босне и Херцеговине, које је имало функцију колективног председника Републике, а чије је чланове бирала Скупштина. Друштвено-политичке и економске промене, које су крајем 1980-их захватиле СФР Југославију, као и друге државе источне Европе, условиле су почетак процеса деполитизације друштва, увођења плурализма и постепеног укидања политичког монопола Савеза комуниста. Ове процесе пратиле су уставне измене донете 11. априла 1989. којима је започео крај једнопартијског система. Након распада Савеза комуниста, усвојен је 31. јула 1990. нови 31 амандман на Устав којима је Скупштина постала дводомна са Већем грађана (130 посланика) и Већем општина (110 посланика). Посланике Већа грађана бирали су грађани непосредним путем на изборима, док је у Веће општина свака општинска и градска скупштина бирала по једног посланика.
| правни акт               | назив скупштине                          | број домова | називи домова                | број посланика | укупно посланика |
| ------------------------ | ---------------------------------------- | ----------- | ---------------------------- | -------------- | ---------------- |
| Устав 1946.              | Народна скупштина НР Босне и Херцеговине | један       | /                            | /              | 220 — 270        |
| Уставни закон 1953.      | Народна скупштина НР Босне и Херцеговине | два         | Републичко веће              | 114            | 196              |
| Уставни закон 1953.      | Народна скупштина НР Босне и Херцеговине | два         | Веће произвођача             | 82             | 196              |
| Устав 1963.              | Скупштина СР Босне и Херцеговине         | пет         | Републичко веће              | 120            | 400              |
| Устав 1963.              | Скупштина СР Босне и Херцеговине         | пет         | Привредно веће               | 70             | 400              |
| Устав 1963.              | Скупштина СР Босне и Херцеговине         | пет         | Просветно-културно веће      | 70             | 400              |
| Устав 1963.              | Скупштина СР Босне и Херцеговине         | пет         | Социјално-здравствено веће   | 70             | 400              |
| Устав 1963.              | Скупштина СР Босне и Херцеговине         | пет         | Организационо-политичко веће | 70             | 400              |
| Устав 1974.              | Скупштина СР Босне и Херцеговине         | три         | Веће удруженог рада          | 160            | 320              |
| Устав 1974.              | Скупштина СР Босне и Херцеговине         | три         | Друштвено-политичко веће     | 80             | 320              |
| Устав 1974.              | Скупштина СР Босне и Херцеговине         | три         | Веће општина                 | 80             | 320              |
| Уставни амандамани 1990. | Скупштина СР Босне и Херцеговине         | два         | Веће грађана                 | 130            | 240              |
| Уставни амандамани 1990. | Скупштина СР Босне и Херцеговине         | два         | Веће општина                 | 110            | 240              |

## Историјат

### Конституисање скупштине 1943—1946.
У току Народноослободилачког рата у Босни и Херцеговини је 25. новембра 1943. формирано Земаљско антифашистичко вијеће народног ослобођења Босне и Херцеговине (ЗАВНОБиХ) које је представљало врховно представничко, законодавно и извршно тело Народноослободилачког покрета Босне и Херцеговине. Оно је преко Народноослободилачких одбора, који су од почетка рата формирани на територији под контролом партизана, вршило власт на ослобођеној територији. Због ратних околности, ЗАВНОБиХ је обједињавао законодавну и извршну власт, а његово Председништво представљало је извршни орган, при коме су оснивана разна одељења за послове државне управе — привреду, просвету, здравље, социјално старање, правосуђе, финансије и др, која су била претеча будућих министарстава.
Одмах по ослобођењу Сарајева, као и већег дела територије Босне и Херцеговине, у Сарајеву је од 26. до 28. априла 1945. одржано Треће заседање ЗАВНОБиХ на коме је 28. априла ЗАВНОБиХ прерастао у Народну скупштину Босне и Херцеговине, а његово Председништво, на чијем се челу налазио Војислав Кецмановић, постало је Председништво Народне скупштине. Истог дана формирана је и Влада Босне и Херцеговине чији је председник био Родољуб Чолаковић. Овим чином формирана је Федерална Држава Босна и Херцеговина, која је била део Демократске Федеративне Југославије успостављене формирањем Привремене владе, 7. марта 1945. године.
Августа 1945. у Београду је одржано Треће заседање АВНОЈ, на коме је АВНОЈ као највише представничко тело прерастао у Привремену народну скупштину ДФЈ, која је расписала изборе за Уставотворну скупштину, која је имала два дома — Савезну скупштину и Скупштину народа. Избори су одржани 11. новембра 1945, а пошто је опозиција одлучила да их бојкотује, на њима је учествовала само листа Народног фронта Југолавије (НОФ) и добила 90,4%, док је „кутија без листе” добила 9,6% гласова. Уставотворна скупштина ДФЈ донела је 29. новембра 1945. деклерацију о проглашењу Федеративне Народне Републике Југославије (ФНРЈ) којом је званично укинута монархија и успостављена федерална република. Први Устав ФНРЈ усвојен је 31. јануара 1946. и у складу са њим Уставотворна скупштина је постала Народна скупштина ФНРЈ са Савезним већем и Већем народа. После усвајања Устава ФНРЈ, Народна скупштина Босне и Херцеговине донела је 20. фебруара 1946. Закон о имену Народне Републике Босне и Херцеговине којим је Федерална Држава Босна и Херцеговина променила назив у Народна Република Босна и Херцеговина, а у складу са овим Народна скупштина Босне и Херцеговине постала је Народна скупштина НР Босне и Херцеговине, а Председништво Народне скупштине постало је Президијум Народне скупштине.
Поред рада на учвршћивању власти и обнови земље, Народна скупштина Босне и Херцеговине у току лета 1946. радила је и на припреми услова за организовање избора за Уставотворну скупштину БиХ, која је требала да донесе Устав НР Босне и Херцеговине. У том циљу су 16. августа донети Закон о Уставотворној скупштини НР Босне и Херцеговине и Закон о избору народних посланика Уставотворне скупштине НР Босне и Херцеговине. Организација избора поверена је Земаљској изборној комисији Босне и Херцеговине, а избори су одржани 13. октобра 1946. године. Као и на изборима за федерални парламент, новембра 1945, опозиција се одлучила за бојкот, па су гласачи бирали између листе Народног фронта Босне и Херцеговине, која је освојила већину гласова и „кутије без листе”. Новоизабрана Уставотворна скупштина састала се 11. новембра 1946. и потврдила сва акта која су донели ЗАВНОБиХ и његово Председништво, као и Народна скупштина Босне и Херцеговине и њено Председништво. На седници 13. новембра изабран је Ћазим Угљен за председника, Васо Гајић за потпредседника и Руди Колак и Раде Јакшић за секретаре Уставотворне скупштине. На истој седници изабрани су чланови Президијума Уставотворне скупштине, чији је председник био Ђуро Пуцар.
Уставотворна скупштина је 31. децембра 1946. усвојила и прогласила Устав Народне Републике Босне и Херцеговине након чега је рад наставила као Народна скупштина Народне Републике Босне и Херцеговине. Усвајањем Устава заокружена је изградња институција потребних за функционисање једне од шест федералних јединица у саставу југословенске федерације.

### Народна скупштина 1946—1953.
Народна скупштина Народне Републике Босне и Херцеговине одржала је у првом четворогодишњем мандату, од 1946. до 1950. осам редовних и четири ванредна заседања. У овом периоду, успостављен је политички систем НР Босне и Херцеговине и започета обнова и изградња земље. Рад скупштине одвијао се у веома сложеним друштвеним и политичким условима, које је изазвао политички сукоб Југославије и Совјетског Савеза. Након Резолуције Информбироа, Југославија се нашла у међународној изолацији, што је довело до финансијских потешкоћа, као и чврсто контролисаног укупног друштевног живота од стране Комунистичке партије. Народна скупштина је 27. јуна 1947. усвојила Закон о Петогодишњем плану развитка народне привреде НР Босне и Херцеговине који је предвиђао ликвидирање привредне и теничке заосталости; инвестирање у индустрију, рударство и електропривреду; развијање задругарства на селу; ивестирање у здравство и културу; изградњу социјализма и др. Доношењем Закона о управљању државним привредним предузећима и вишим привредним удружењима од стране радних колектива који је усвојен 27. јуна 1950. започео је период радничког самоуправљања, новог облика управљања у друштвено-економском и политичком систему Босне и Херцеговине. Први председник Народне скупштине Ћазим Угљен, прешао је априла 1949. на функцију министра индустрије, а на његово место изабран је Богомир Брајковић, који је је ову дужност вршио и у наредном сазиву. Поред ове, 15. септембра 1948. извршена је измена председника Владе Босне и Херцеговине и председника Президијума Народне скупштине. Дотадашњи председник Владе Родољуб Чолаковић, прешао је на дужност у Владу ФНРЈ, а нову Владу је формирао Ђуро Пуцар дотадашњи председник Президијума, кога је на том месту заменио Владо Шегрт. Први сазив Народне скупштине распуштен је 28. септембра 1950. након усвајања новог Закона од избору народних посланика за Народну скупштину НР Босне и Херцеговину.
Избори за други сазив Народне скупштине Народне Републике Босне и Херцеговине одржани су 3. децембра 1950. године. Према новом Закону о изборима, један народни посланик бирао се на 10.000 становника, па је 270 посланика бирано на следећи начин — 81 у Тузланској, 79 у Бањалучкој, 57 у Сарајевској и 41 у Мостарској области, као и 12 у граду Сарајеву. Попут претходних избора, гласало се за листу Народног фронта Босне и Херцеговине, која је добила 98,5% и „кутију без листе”, која је добила 1,5% гласова. Новоизабрана Народна скупштина састала се 20. децембра 1950. и следећег дана изабрала — нови Президијум Народне скупштине и нову Владу Босне и Херцеговине, чији су председници остали Владо Шегрт и Ђуро Пуцар. У току свог другог сазива Народна скупштина одржала је од 1950. до 1953. шест редовних заседања. Даљи развој радничког самоуправљања, као новог облика управљања у друштвено-економском и политичком систему, условио је да кроз уставну реформу добије свој уставни облик. Усвајањем Уставног закона о основама друштвеног и политичког уређења ФНРЈ и савезним органима власти који је 13. јануара 1953. донела Народна скупштина ФНРЈ изврешене су значајне измене државних органа — уместо савезне и републичких влада уведена су извршна већа са државним секретаријатима као извршним органима, укинути су Президијуми Народних скупштина и уведена нова скупштинска већа, након чега је савезни парламент имао три, а републички два дома — Републичко веће и Веће произвођача. У складу са савезним законом, Народна скупштина Босне и Херцеговине донела је 29. јануара 1953. Уставни закон о основама друштвеног и политичког уређења Народне Републике Босне и Херцеговине и републичким органима власти који је значајно изменио уставноправни систем НР Босне и Херцеговине и знатно проширио структуру парламентарних тела. Према Уставном закону Народна скупштина постала је дводомна — Републичко веће имало је 114 посланика, које су бирали грађани на изборима, док је Веће произвођана имало 82 посланика, које су као представнике својих привредних организација бирали индустријски радници, чланови земљорадничких задруга и занатлије и занатски радници. Други сазив Народне скупштине распуштен је 14. септембар 1953. године.

### Народна скупштина 1953—1963.
Избори за народне посланике Републичког већа Народне скупштине одржани су 22. новембра 1953. упоредо са изборима за народне посланике Савезног већа Народне скупштине ФНРЈ, који су одржани истовремено у свим републикама ФНРЈ. На овим изборима измењен је дотадашњи начин гласања, па су гумене куглице замењене гласачким листићима. У Босни и Херцеговини је од уписаних 1.568.456, на изборе изашло 1.341.652 бирача односно 85,6%. За предложене кандидате гласало је 1.317.352 (98,2%), док је неважећих листића било 24.294 (1,8%). Избори за Веће произвођача одржани су од 24. до 26. новембра. Посланици из произвођачке групе индустрије, трговине и занатства бирани су у 60 изборних срезова, док су посланици из произвођачке групе пољопривреде бирани у 22 изборна среза. Њих је бирало 2.489 одборника Већа произвођача Народних одбора срезова и градова, који су изабрани на изборима од 1. до 7. новембра.
Новоизабрана Народна скупштина састала се 14. децембра 1953, а наредног дана изабран је председник скупштине и председници већа. Председник Републичког већа био је Милан Пантић, а потпредседник Жељко Крешић, док је председник Већа произвођача био Никола Котле, а потпреседник Чедо Милићевић. На заједничкој седници оба већа за председника Народне скупштине изабран је Ђуро Пуцар, за потпредседника Нико Јуринчић, а за секретара Нијаз Дураковић. Истог дана изабрано је и прво Извршно веће Народне скупштине чији је председник био Авдо Хумо. Он је ову функцију вршио до 28. маја 1956. када га је на заменио Осман Карабеговић. Трећи сазив Народне скупштине распуштен је 6. јануара 1958, а претходно је донео измене Закона о изборима, којим је у Републичко веће бирано 126 народних посланика, односно један на 25.000 становника, а у Веће произвођача 91 посланик, односно један на 30.000 радника.
Посланици Републичког већа Народне скупштине бирани су на непосредним изборима одржаним 23. марта 1958. упоредо са изборима који су одржани у целој Југославији. Од 1.760.175 уписаних на изборе је изашло 1.651.131 бирача односно 93,8%. За предложене кандидате гласало је 1.611.172 (97,6%), док је неважећих листића било 39.959 (2,4%). Посланике Већа произвођача бирали су одборници среских и градских скупштина на изборима одржаним 26. и 27. марта. Посланици из произвођачке групе индустрије, трговине и занатства бирани су у 49 изборних срезова, док су посланици из произвођачке групе пољопривреде бирани у 31 изборном срезу. Прва седница новоизабране Народне скупштине била је 10. априла 1958, а сутрадан су изабрани председник скупштине и председници већа. За председника Народне скупштине, на заједничкој седници оба већа, поново је изабран Ђуро Пуцар, док је за потпредседника изабран Владо Шегрт, а за секретара Бора Поповић. Председник Републичког већа био је Јозо Бакрач, а потпредседник Новак Анђелић, док је председник Већа произвођача био Милутин Ђурашковић, а потпредседник Халид Месиховић. Истог дана изабрано је и ново Извршно веће Народне скупштине чији је председник поново био Осман Карабеговић. На месту потпредседника Народне скупштине Шегрта је 19. јануара 1961. заменио Шефкет Маглајлић, који је претходно био потпредседник Извршног већа Народне скупштине.
У току мандата овог сазива Народне скупштине започела је крајем 1960. уставна реформа југословенске федерације. Савезна народна скупштина образовала је 2. децембра 1960. Комисију за уставна питања, која се бавила припремом новог устава, а њен председник је био Едвард Кардељ. Народна скупштина Босне и Херцеговине изабрала је 24. октобра 1961. Комисију за израду новог Устава Босне и Херцеговине, а њен први председник био је Ђуро Пуцар, а потом Блажо Ђуричић. Иако је првобитно планирано да се нови Устав Југославије, као и републички устави, донесу пре истека мандата актуелног сазива савезне и републичких скупштина, то се није догодило, па је Савезна народна скупштина 7. априла 1962. донела одлуку о продужењу мандата скупштине до доношења новог устава, а најкасније до годину дана. Потом је 10. априла 1962. исту одлуку донела и Народна скупштина Босне и Херцеговине. Рад савезне и републичких скупштина продужен је како би се нови избори одржали по начелима новог устава. Након годину дана рада Комисија за израду новог устава је 31. октобра 1962. Народној скупштини предала Преднацрт Устава Босне и Херцеговине који је скупштина прихватила и ставила на јавну дискусију, која је трајала до краја године. Савезна народна скупштина усвојила је 7. априла 1963. Устав Социјалистичке Федеративне Републике Југославије. Одмах потом, последњег дана продуженог сазива Народне скупштине, 10. априла 1963. на заједничкој седници оба већа усвојен је Устав Социјалистичке Републике Босне и Херцеговине чијим је одредбама Народна скупштина Народне Републике Босне и Херцеговине променила назив у Скупштина Социјалистичке Републике Босне и Херцеговине.

### Републичка скупштина 1963—1969.
Нови устав СФР Југославије, који је назван „Повељом самоуправљања”, као и Устав Босне и Херцеговине, усвојени априла 1963, својим одредбама требали су да назначе почетак такозване „социјалистичке самоуправне демократије”, која је требала да замени претходну „народну демократију”. Ови устави унели су значајне промене у политички систем Босне и Херцеговине, јер се модел самоуправљања проширио у све сфере друштвеног и политичког живота. Устав је као друштвено-политичке заједнице дефинисао — општину, срез и републику. Основана су градска већа, као органи самоуправљања у градовима са више општина, а за основну територијалну јединицу уведена је месна заједница као самоуправна заједница грађана којом је руководио Савет биран на зборовима бирача. Уставне измене извршене су и у погледу састава Скупштине Босне и Херцеговине која је уместо дотадашња два имала пет већа — Републичко веће (120 посланика), Привредно веће, Просветно-културно веће, Социјално-здравствено веће и Организационо-политичко веће (по 70 посланика). У Републичко веће могао је бити биран сваки грађанин који је имао бирачко право, док су у већа радних заједница бирани радници или чланови руководства радне организације, као и функционери синдиката у одговарајућим областима рада. Извршни орган Скупштине и даље је било Извршно веће Скупштине, чије је чланове бирало Републичко веће. Главна новина у новом Уставу, везана за рад скупштине, била је одредба да се сваке две године бира половина посланика свих скупштинских већа, па је сазив Скупштине СР БиХ изабран на изборима јуна 1963, мењан на изборима априла 1965. и 1967. године.
Избори за посланике Републичког већа Скупштине Босне и Херцеговине одржани су 16. јуна 1963. упоредо са изборима за посланике Савезног већа Савезне скупштине, који су одржани истовремено у свим републикама и покрајинама СФРЈ. На овим изборима гласало је 1.772.779 бирача, од чега је њих 1.751.312 (98,8%) гласало за предложене кандидате, док је неважећих листића било 24.467 (1,2%). Процес избора посланика остала четири већа започео је 24. маја када су одржани избори за одборнике већа радних заједница на нивоу општина. Право гласа на овим изборима имало је 991.988 радних људи од којих је гласало њих 893.024 (90%). Они су тада изабрали 6.844 општинских одборника који су 3. јуна 1963. бирали посланике преостала четири већа републичке скупштине. Заједничка седница свих већа новоизабране скупштине одржана је 25. јуна 1963. и на њој је за председника Скупштине изабран Ратко Дугоњић, а за потпредседника Нико Јуринчић. На одвојеним седницама, истог дана избрани су и председници осталих већа — Џемал Биједић председник Републичког већа, Нисим Албахари председник Организационо-политичког већа, Илија Матерић председник Привредног већа, Душанка Ковачевић председница Просветно-културног већа и Никола Цвијетић председник Социјално-здравственог већа. На наредној седници 26. јуна изабрани су чланови Извршног већа Скупштине чији је председник био Хасан Бркић.
Скупштински сазив изабран јуна 1963. допуњен је након две године на изборима који су одржани 18. априла 1965. годнине. На њима је замењена половина посланика, који је мандат трајао две године. Мандат новоизабраних посланика верификован је на првим седницима скупштинских већа, које су одржане 11. маја 1965. чиме је започео други део петог скупштинског мандата. Приликом избора председника скупштинских већа, углавном су бирани они који су ову функцију обављали у пртходном периоду, изузев у Просветно-културном већу за чијег је новог председника изабран Хасан Грабчановић. Истог дана одржана је заједничка седница свих већа на којима је за председника Скупштине поново изабран Ратко Дугоњић, а за потпредседник Џемал Биједић и Богомир Брајковић. Председник Извршног већа Скупштине остао је Бркић, али како је он преминуо 14. јуна 1965, заменио га је дотадашњи потпредседник Руди Колак. Нова допуна сазива из 1963. извршена је на изборима одржаним 23. априла 1967, а прва седница трећег дела петог скупштинског мандата одржана је 12. маја 1967. године. На заједничкој седници свих већа за новог председика Скупштине изабран је Џемал Биједић, а за потпредседнике Олга Марасовић и Стојан Бјелајац. Истог дана изабрано је и ново Извршно веће Скупштине чији је председник био Бранко Микулић. Уставна реформа настављена је и даље, па су априла 1967. и фебруара 1969. усвојени амандмани на Устав Југославије и Устав Босне и Херцеговине, којима је промењена структура републичке скупштине преименовањем Организационо-политичког већа у Друштвено-политичко веће, као и одредбом да се посланици свих већа бирају на четири године и да нико не може бити биран више од два пута за републичког посланика.

### Републичка скупштина 1969—1974.
Избори за нови четворогодишњи мандант Скупштине СР Босне и Херцеговине одржани су априла 1969. године. Посланици Републичког већа бирани су на изборима одржаним 13. априла 1969. упоредо са изборима који су одржани у целој Југославији. Од 2.048.266 уписаних на изборе је изашло 1.727.282 бирача односно 84,3%. Избори за посланике већа радних заједница Скупштине одржани су 23. априла 1969. истовремено са изборима у СР Словенији и СР Хрватској и на њима је изабрано 280 посланика ова четири већа. Посланике већа радних заједница бирали су одборници скупштинских већа, који су изабрани на изборима 11. априла 1969. године. Прва заједничка седница свих већа Скупштине одржана је 8. маја 1969. и на њој је за председника Скупштине поново изабран Џемал Биједић, док су за потпредседнике изабрани Стипе Билан и Момир Капор. Наредног дана одржане су засебне седнице већа, на којима су изабрани њихови председници — Никола Антић председник Републичког већа, Бошко Башкот председник Друштвено-политичког већа, Влада Ћосић председник Привредног већа, Рефик Хукић председник Просветно-културног већа и Јамила Хаџимустафић председник Социјално-здравственог већа. На седници Републичког већа изабрано је ново Извршно веће Скупштине чији је председник био Драгутин Косовац. Биједић је функцију председника Скупштине обављао до јула 1971. када је прешао на дужност председника Савезног извршног већа (СИВ), а заменио га је Хамдија Поздерац.
Реформа савезног и републичког устава настављена је и даље. Скупштина Босне и Херцеговине усвојила је 21. јуна 1971. двадесетчетири амандмана на Устав СР Босне и Херцеговине, који су били у складу са амандманима на Устав СФРЈ, које је 29. марта 1971. усвојила Савезна скупштина. Уставни амандмани садржали су битне промене функције и улоге федерације, чиме су знатно сужена њена права и дужности. Сталне измене и допуне уставних решења нису дале жељене резултате, па се приступило изради новог савезног устава, као и устава република и покрајина. Пошто се рад на новом уставу одужио, а ближио се крај актуелног скупштинског сазива, Скупштина је 29. марта 1973. донела Уставни закон о продужењу мандата републичких посланика и општинских одборника чиме је скупштински мандат продужен за годину дана. На истој седници за новог потпредседника Скупштине изабран је Џемал Муминагић. Одлуку о продужетку мандата савезних посланика донела је 30. марта 1973. и Савезна скупштина. Након две године рада, нови Устав СФР Југославије проглашен је 21. фебруара 1974. на седници Већа народа Савезне скупштине. Скупштина Босне и Херцеговине прогласила је нови Устав 25. фебруара 1974. на заједничкој седници свих скупштинских већа. На истој седници донето је неколико закона везаних за избор скупштинских делегата у републичку и савезну скупштину.

### Делегатска скупштина 1974—1982.
Устав СФРЈ, као и устави социјалистичких република и покрајина, донети фебруара 1974. настали су током процеса тражења више независности и надлежности за републичке органе у односу на федералну власт. У условима општег друштвеног социјалистичког самоуправљања претходили су му амндмани на претходни Устав из 1967, 1969. и 1972, а највећа новина новог Устава било је установљење републичких и покрајинских председништава, као колективног председничког органа. Према новом Уставу Босне и Херцеговине структуру Скупштине су чинила три већа — Веће удруженог рада са 160, Друштвено-политичко веће и Веће општина са по 80 делегата. Скупштински систем био је заснован на делегатском принципу, односно утврђено је формирање делегатских скупштина, почевши од општине и града до Републике. Општинске скупштине чинила су три већа — Веће месних заједница, Веће удруженог рада и Друштвено-политичко веће, док су градска и републичка Скупштина имале иста већа. На непосредним изборима грађани су бирали само општинске делегате, док су градске и Републичка скупштина формиране од изабраних делегата, односно посредним путем.
Изборни процес у СР Босни и Херцеговини започео је 29. марта 1974. када је од 599.768 запослених у организацијама удруженог рада и радним заједницама, њих 541.590 (93%) изабрало 4.567 делегација са 55.912 делегата. Потом су 31. марта 1974. одржани непосредни избори на којима су грађани бирали делегације у око 1.300 месних заједница и делегате друштвено-политичких већа општинских скупштина. На овим изборима је од 2.129.589 уписаних бирача гласало 1.861.210 (87,4%) који су у 106 општина изабрали 2.156 делегација са 32.732 делегата. Изборни процес окончан је 14. априла када су изабрани сви делегати већа општинских скупштина, које су потом бирали делегате градских скупштина и републичке Скупштине. Прва седница новог сазива Скупштине Босне и Херцеговине одржана је 29. априла 1974. и на њој је за председника Скупштине поново изабран Хамдија Поздерац, док су за потпредседнике изабрани — Сретен Лопандић, Џемал Муминагић и Миле Перковић. За председнике скупштинских већа изабрани су — Ђуро Векић председник Друштвено-политичког већа, Анто Ступић председник Већа произвођача и Захид Букаревић председник Већа општина. На истој седници изабрано је Извршно веће Скупштине, чији је председник био Миланко Реновица и Председништво СР Босне и Херцеговине, чији је председник био Ратко Дугоњић. Такође, Цвијетин Мијатовић је изабран за члана Председништва СФРЈ из Босне и Херцеговине, као и 12 делегата за Веће република и покрајина Скупштине СФРЈ.
Изборне радње за други мандат делегатске Скупштине вршене су од 14. до 19. марта 1978, а избори за друштвено-политичка већа општинских скупштина одржани су 19. марта у 109 општина. Прва седница новог сазива Скупштине одржана је 27. априла 1978. и на њој је за председника изабран Нико Михаљевић. Потпредседници Скупштине су били — Јозо Бодружић, Захид Букуревић, Слободан Кезуновић, Сретен Лопандић и Фатима Хаџиалић, а председници скупштинских већа — Душко Поповић председник Друштвено-политичког већа, Неђо Стипић председник Већа општина и Ибрахим Ибрахимовић председник Већа удруженог рада. На седници је изабрано 12 делегата за Веће република и покрајина Скупштине СФР, као и Извршно веће Скупштине, чији је председник остао Миланко Реновица, док је за председника Председништва СР БиХ изабран Раиф Диздаревић. Годину дана касније, Скупштина је 11. априла 1979. за члана Председништва СФРЈ из Босне и Херцеговине изабрала поново Цвијетина Мијатовића.
У току овог сазива, Скупштина је 21. јула 1981. усвојила осам амандамана на Устав Босне и Херцеговине којима је мандат председника скупштина друштвено-политичких заједница и председника већа износио једну, а председника извршних органа две године. Овим изменама мандат председника и потпредседника Скупштине, као и председника скупштинских већа износио је годину дана. Мандат Извршног већа Скупштине и Председништва СР БиХ остао је четири године, с тим да је мандат председника Председништва био једну, а председника Извршног већа две године. Усвајање амандмана о једногодишњим мандатима пратило је паралелни процес којим се, према савезном уставу, одвијао и у свим републикама и покрајинама СФРЈ.

### Делегатска скупштина 1982—1989.
Избори за трећи сазив делегатске Скупштине СР Босне и Херцеговине одржани су 19. и 21. марта 1982. године. Прво су 19. марта спроведени избори на којима су запослени у организацијама удруженог рада гласали за делегације удруженог рада, након чега су 21. марта грађани Босне и Херцеговине гласали за избор делегата у скупштине 109 општина. Прва скупштинска седница новог сазива одржана је 27. априла 1982. и на њој су изабрани чланови Председништва СР Босне и Херцеговине (председник Бранко Микулић), чланови Извршног већа Скупштине (председник Сеид Маглајлија) и 12 чланова делегације Скупштине Босне и Херцеговине у Већу република и покрајина Скупштине СФРЈ, као и функционери са једногодишњим мандатом — председник Скупштине Васо Гачић, потпредседник Златан Каравдић, председник Друштвено-политичког већа Анте Будимир, председник Већа удруженог рада Емина Заимовић и председник Већа општина Љубица Лазић. Након истека првог једногодишњег мандата, 27. априла 1983. за председника Скупштине изабран је Ивица Блажевић, а за потпредседника Љубица Лазић. Скупштина је 27. марта 1984. на седници свих већа усвојила шест амандмана на Устав СР Босне и Херцеговине којим је унета могућност избора функционера још једном узастопно на исту функцију. За члана Председништва СФРЈ из Босне и Херцеговине изабран је 12. априла 1984. Бранко Микулић. Избор функционера за трећи једногодишњи мандат извршен је 27. априла 1984. када је за председника Скупштине изабран Салко Оруч, а за потпредседника поново Љубица Лазић. На овој седници Гојко Убипарип изабран је за новог председника Извршног већа Скупштине, јер је претходом председнику истекао двогодишњи мандат. У четвртом једногодишњем мандату, председник Скупштине поново је био Оруч, а потпредседник Живко Бабић.
Последњи избори за делегатску Скупштину одржани су 7. и 9. марта 1986. године. Избори за делегате друштевено-политичких и самоуправних интересних заједница, које су бирали запослени одржани су 7. марта, а избори на којима су грађани бирали делегате општинских скупштина одржани су 9. марта. Прва седница новоизабране Скупштине одржана је 27. априла 1986. и на њој су изабрани чланови Председништва СР Босне и Херцеговине (председник Мунир Месиховић), чланови Извршног већа Скупштине (председник Јосип Ловреновић) и 12 чланова делегације Скупштине Босне и Херцеговине у Већу република и покрајина Скупштине СФРЈ, као и функционери Скупштине у првом једногодишњем мандату — Саво Чечур председник Скупштине, Есад Хорозић потпредседник Скупштине, Марјан Ћурчић председник Већа удруженог рада, Миленко Остојић председник Друштвено-политичког већа и Мухсин Налић председник Већа општина. Бранко Микулић члан Председништва СФРЈ из Босне и Херцеговине изабран је 15. маја 1986. за председника Савезног извршног већа, па је на његово место Скупштина СР Босне и Херцеговине 23. јуна изабрала Хамдију Поздерца. У другом једногодишњем мандату обновљен је мандат председнику Скупштине Чечуру и потпредседнику Хорозићу.
Политичку и јавну сцену СР Босне и Херцеговине потресла је у лето 1987. афера око издавања меница без покрића, које је вршило предузеће „Агрокомерц” из Велике Кладуше. Афера је добила политички карактер, због одговорности браће Поздерац (Хамдија је био члан Председништва СФРЈ, а Хакија, члана Савета федерације), који су септембра 1987. поднели оставке. Афера Агрокомерц била је тема заједничке седнице свих већа Скупштине Босне и Херцеговине 22. септембра 1987. и 6. новембра 1987, када су оставке на чланство у Председништву СР Босне и Херцеговине поднели Мунир Месиховић и Ивица Блажевић. Скупштина је потом 29. децембра 1987. на функцију члана Председништва СФРЈ изабрала Раифа Диздаревића, а за чланове Председништва СР Босне и Хереговине 23. марта 1988. изабрани су Никола Филиповић и Емина Зајмовић. На пролеће 1988. у јавности је покренута нова афера око изградње викендица функционера под привилегованим условима у Неуму. Како су у ову аферу били укључени највиши друштвено-политички руководиоци Босне и Херцеговине она је изазвала нове политичке потресе. Као један од главних актера афере тадашњи председник Председништва Мато Андрић, морао је да одустане од поновне кандидатуре, па је за за новог председника изабран Никола Филиповић. Приликом избора новог једногодишњег мандата у Скупштини 27. априла 1988. председник је биран тајним гласањем између два кандидата Мухамеда Бешића и Есада Хорозића, али како ниједан од њих у два круга гласања није добио потребну већину, покренут је нови изборни поступак, којим је руководила Републичка конфернеција Социјалистичког савеза радног народа (ССРН). На истој седници за председника Извршног већа Скупштине изабран је Марко Ћеранић, а за потпредседника Скупштине Александар Калмар, који је постао вршилац дужности председника. На седници одржаној 24. маја 1988. за председника Скупштине на тајном гласању између два кандидата изабран је Златан Каравдић.
Афере „Агрокомерц” и „Неум” дубоко су потресле босанскохерцеговачко друштво и владајући Савез комуниста Босне и Херцеговине, па је у наредном периоду оставке поднео читав низ функционера, а замењени су и скоро сви чланови републичког Председништва. Све више су се чули гласови јавности за потребом проширења људских и грађанских права кроз нове форме демократске представничке власти, па и темељне промене самоуправног социјалистичког друштвеног уређења. На ово су посебно утицали слични процеси у другим југословенским републикама, као и другим социјалистичким државама источне Европе. У циљу деполитизације југословенског друштва и постепеног укидања политичког монопола Савеза комуниста, Скупштина СФРЈ је 25. новембра 1988. усвојила амандмане на Устав СФРЈ којима је између осталог из састава Председништва СФРЈ искључен члан по положају, односно председник Председништва ЦК СКЈ. У складу са савезним, Скупштина Босне и Херцеговине је 11. априла 1989. донела 38 амандмана на Устав СР Босне и Херцеговине којима је започео крај једнопартијског система.
На истој седници Скупштине на којој су усвојени уставни амандмани извршено је гласање за избор члана Председништва СФРЈ из Босне и Херцеговине. За ову функцију било је предложено троје кандидата — Ненад Кецмановић, Стево Мирјанић и Милан Шкоро. Пошто је Кецмановић дан пре гласања одустао од кандидатуре, остала два кандидата на тајном гласању нису добила потребан број гласова, па је покренут нови изборни поступак. После дуже евидентције кандидата, као и сужавања кандидатске листе на пет имена, коју је вршила Републичка конференција ССРН Босне и Херцеговине, одржани су 25. јуна 1989. избори на којима су грађани Босне и Херцеговине непосредно бирали члана Председништва СФРЈ. Највећи број гласова (32%) на изборима добио је Богић Богићевић, члан Председништва ЦК СК Босне и Херцеговине, чији је избор 29. јула 1989. потврдила Скупштина СФРЈ.

### Делегатска скупштина 1990—1992.
Почетак демократизације југословенског друштва значајно су убрзали политички догађаји, који су се током јесени 1989. одиграли у источној Европи, што је условило пад Берлинског зида и слом социјалистичког система у земљама Варшавског пакта. Распад Савеза комуниста Југославије, јануара 1990. приморао је његове републичке организације да преузму самосталну политичку одговорност у својим републикама у години у којој је истицао мандат Скупштине и Председништва СР Босне и Херцеговине. Скупштина Босне и Херцеговине првобитно је 25. јануара 1990. донела одлуку о изборима, који су требали да се одрже 25. и 27. марта, а Републичка конференција ССРН Босне и Херцеговине започела предизборне радње. Под утицајем најављених вишестраначких избора у СР Словенији и СР Хрватској, Скупштина је на заседању сва три већа 5. марта 1990. усвојила Уставни закон којим су расписани избори поништени, а мандат актуелног скупштинског сазива продужен до краја године са циљем стварања реалних предуслова за равноправно учешће свих политичких партија и спровођење демократских избора вишестраначког типа. Убрзо након ове одлуке у Босни и Херцеговини долази до формирања политичких странака, углавном националне оријентације.
У циљу спровођења првих вишепартијских избора, Скупштина СР Босне и Херцеговине усвојила је 31. јула 1990. измену амандмана од LIX до LXXX на Устав СР Босне и Херцеговине чиме је званично уведен вишепартијски политички систем у Босни и Херцеговини и омогућено одржавање првих вишепартијских избора. Уставном изменом Скупштина СР Босне и Херцеговине реорганизована је у два већа — Веће грађана, које је имало 130 посланика, које су непосредно бирали грађани и Веће општина, са 110 посланика у које је свака скупштина општине и скупштина града бирала по једног посланика, на мандат од четири године. Истог дана измењен је Закон о удруживању грађана чиме је укинута законска забрана формирања националних странака. Усвајањем Уставног закона за спровођење амандмана на Устав СР Босне и Херцеговине одређено је да се до 15. септембра 1990. донесу закони о избору одборника и посланика у скупштине друштвено-политичких заједница, избору и опозиву чланова Председништва СР Босне и Херцеговине, изборним јединицама за избор посланика у већа Скупштине СР Босне и Херцеговине, бирачким списковима, политичким организацијама, јавном информисању и о Радио-телевизији Сарајево. Уставним решењима и пратећим прописима промовисана је етничка припадност као основа политичког представљања, односно политичког легитимитета. Избор 240 посланика у оба већа Скупштине морао је одржавати заступљеност конститутивних народа у Босни и Херцеговини према попису становништва из 1981, уз дозвољено одступање од +/-15%.
Први вишепартијски избори у СР Босни и Херцеговини одржани су 18. новембра и 2. децембра 1990. и на њима је право гласа имало 3.033.921 бирача. На изборима за Веће грађана гласало је 2.338.727 гласача, а на изборима за Веће општина, одржаним у два круга, 2.640.970 гласача. Највећи број гласова освојиле су три водеће националне странке — СДА, СДС и ХДЗ, које су освојиле 84% посланичких мандата у оба већа Скупштине и 75,5% одборничких мандата у скупштинама општина и градова. Реформисани Савез комуниста БиХ освојио 17,2% мандата у оба већа скупштине и након 45 година изгубио апсолутну власт. Истовремено одржани су и избори за чланове Председништва СР БиХ на којима су победу такође однели кандидати националних странака. Конститутивна седница вишепартијске Скупштине одржана је 20. децембра 1990, а на основу коалиционог договора три националне странке, истог дана извршен је избор три руководеће личности Босне и Херцеговине — за председника Скупштине изабран је Момчило Крајишник, за председника Председништва Алија Изетбеговић, а за мандатара новог Извршног већа Скупштине Јуре Пеливан — чиме су се на све три кључне позиције нашли представници сва три конститутивна народа. Поред Крајишника, руководство Скупштине сачињавали су — потпредседник Мариофил Љубић (ХДЗ) и генерални секретар Скупштине Авдо Чампара (СДА), док је председник Већа грађана био Абдулах Коњиција (СДА), а председник Већа општина Петко Чанчар (СДС).
Кулминација кризе у југословенској федерацији, до које је дошло након проглашења независности Словеније и Хрватске 25. јуна 1991, као и интервенције ЈНА у Словенији и почетка рата у Хрватској, значајно је утицала на политичка дешавања у Босни и Херцеговини, посебно јер су се већ на првим седницама Скупштине показале дубоке разлике између три водеће националне странке. Њихови политички интереси били су дијаметрално супротни, посебно у погледу питања суверености БиХ и њеног останка у Југославији. На Палама, код Сарајева, формирана је 24. октобра 1991. Скупштина српског народа у Босни и Херцеговини, коју су сачињавали посланици Скупштине БиХ из редова српског народа. Истог дана она је усвојила Декларацију о остајању српског народа у заједничкој држави Југославији и донела одлуку о спровођењу плебисцита српског народа у Босни и Херцеговини, који је одржан 9. и 10. новембра и на коме је учествовало 1.162.032 грађана БиХ, од којих се 98% изјаснило за останак у Југославији. Десет дана касније, 18. новембра 1991. у Грудама је проглашена Хрватска заједница Херцег-Босна, која је обухватала 30 општина у западној Херцеговини и средњој Босни са хрватском већином.
Након доношења мишљења Арбитражна комисија Мировне конференције о Југославији, одржане новембра 1991. у Хагу, Европска заједница донела је 16. децембра 1991. Декларацију о Југославији којом је позвала све југославенске републике да до 23. децембра 1991. аплицирају за независан државни статус. Реагујући на ово Председништво СР Босне и Херцеговине донело је 20. децембра 1991, без сагласности чланова Председништва из редова српског народа, одлуку о подношењу захтева за признавање Социјалистичке Републике Босне и Херцеговине као независне државе, а ову одлуку потврдила је и Влада Босне и Херцеговине. Противећи се оваквој одлуци Скупштина српског народа у Босни и Херцеговини донела је 9. јануара 1992. Декларацију о проглашењу Републике српског народа Босне и Херцеговине чим је створена Република Српска. Арбитражна комисија је 15. јануара условила међународно признање Босне и Херцеговине спровођењем општег референдума, након чега је Скупштина СР Босне и Херцеговине, на седници оба већа, 25. јануара 1992. донела Одлуку о расписивању републичког референдума о суверености и независности Босне и Херцеговине. Ни ова одлука није добила подршку већег броја представника српског народа, који су тада напустили Скупштину, а потом и Председништво и Владу. Референдум о независности Босне и Херцеговине одржан је 29. фебруара и 1. марта 1992. и на њега је од укупно 3.199.031 изашло 1.997.644 (63%) грађана, од чега се њих 99,4% изјаснило за суверену Босну и Херцеговину. На основу резултата референдума, земље чланице Европске заједнице су 6. априла 1992, а дан касније и Сједињене Америчке Државе, признале СР Босну и Херцеговину као независну и суверену државу, која је одлуком крњег Председништва СР БиХ 8. априла 1992. променила назив у Република Босна и Херцеговина. У складу са овом одлуком Скупштина је преименована у Скупштину Републике Босне и Херцеговине.
Посланици изабрани на првим вишепартијским изборима за Скупштину СР Босне и Херцеговине, новембра 1990. током рата у Босни и Херцеговини деловали су у три одвојене скупштине — Скупштини Републике Босне и Херцеговине у Сарајеву, која је деловала на подручју Републике Босне и Херцеговине и налазила се под контролом Бошњака; Народној скупштини Републике Српске на Палама, која је деловала на подручју Републике Српске и налазила се под контролом Срба и Заступничком дому Хрватске Републике Херцег-Босне у Грудама, која је деловала на подручју Хрватске Републике Херцег-Босне и била под контролом Хрвата. Стварањем Федерација Босне и Херцеговине, марта 1994. створен је у Сарајеву Парламент Федерације Босне и Херцеговине, након чега је престао са радом Заступнички дом Хрватске Републике Херцег-Босне. Због ратних дејстава мандат посланика ових скупштина продужен је до окончања рата, па су посланици нових сазива Народне скупштине Републике Српске и Парламента Федерације Босне и Херцеговине, као и посланици новоформиране Парламентарне скупштине Босне и Херцеговине, изабрани на општим изборима у Босни и Херцеговини 14. септембра 1996. године.

## Сазиви скупштина
| сазив | избори                           | почетак            | крај                | трајање            | назив                                                                  | број домова | правни акт                  |
| ----- | -------------------------------- | ------------------ | ------------------- | ------------------ | ---------------------------------------------------------------------- | ----------- | --------------------------- |
| /     | /                                | 25. новембар 1943. | 28. јул 1945.       | 1 година, 245 дана | Земаљско антифашистичко вијеће народног ослобођења Босне и Херцеговине | једнодомна  | /                           |
| /     | /                                | 28. јул 1945.      | 20. фебруар 1946.   | 1 година, 106 дана | Народна скупштина Босне и Херцеговине                                  | једнодомна  | /                           |
| /     | /                                | 20. фебруар 1946.  | 11. новембар 1946.  | 1 година, 106 дана | Народна скупштина НР Босне и Херцеговине                               | једнодомна  | /                           |
| 1     | 13. октобар 1946.                | 11. новембар 1946. | 31. децембар 1946.  | 3 године, 271 дан  | Уставотворна скупштина НР Босне и Херцеговине                          | једнодомна  | /                           |
| 1     | 13. октобар 1946.                | 31. децембар 1946. | 28. септембар 1950. | 3 године, 271 дан  | Народна скупштина НР Босне и Херцеговине                               | једнодомна  | Устав из 1946.              |
| 2     | 3. децембар 1950.                | 20. децембар 1950. | 14. септембар 1953. | 2 године, 260 дана | Народна скупштина НР Босне и Херцеговине                               | једнодомна  | Устав из 1946.              |
| 3     | 22. новембар 1953.               | 14. децембар 1953. | 6. јануар 1958.     | 4 године, 23 дана  | Народна скупштина НР Босне и Херцеговине                               | дводомна    | Уставни закон из 1953.      |
| 4     | 23. март 1958.                   | 10. април 1958.    | 10. април 1963.     | 5 година, 0 дана   | Народна скупштина НР Босне и Херцеговине                               | дводомна    | Уставни закон из 1953.      |
| 5     | 16. јун 1963.                    | 25. јун 1963.      | 11. мај 1965.       | 1 година, 320 дана | Скупштина СР Босне и Херцеговине                                       | петодомна   | Устав из 1963.              |
| 5     | 18. април 1965.                  | 11. мај 1965.      | 12. мај 1967.       | 2 године, 1 дан    | Скупштина СР Босне и Херцеговине                                       | петодомна   | Устав из 1963.              |
| 5     | 23. април 1967.                  | 12. мај 1967.      | 23. април 1969.     | 1 година, 346 дана | Скупштина СР Босне и Херцеговине                                       | петодомна   | Устав из 1963.              |
| 6     | 13. април 1969.                  | 8. мај 1969.       | 25. фебруар 1974.   | 4 године, 293 дана | Скупштина СР Босне и Херцеговине                                       | петодомна   | Амандмани на Устав из 1963. |
| 7     | 31. март 1974.                   | 29. април 1974.    | 21. април 1978.     | 3 године, 357 дана | Скупштина СР Босне и Херцеговине                                       | тродомна    | Устав из 1974.              |
| 8     | 19. март 1978.                   | 27. април 1978.    | 27. април 1982.     | 4 године, 0 дана   | Скупштина СР Босне и Херцеговине                                       | тродомна    | Устав из 1974.              |
| 9     | 21. март 1982.                   | 27. април 1982.    | 27. април 1986.     | 4 године, 0 дана   | Скупштина СР Босне и Херцеговине                                       | тродомна    | Устав из 1974.              |
| 10    | 9. март 1986.                    | 27. април 1986.    | 20. децембар 1990.  | 4 године, 237 дана | Скупштина СР Босне и Херцеговине                                       | тродомна    | Устав из 1974.              |
| 9     | 18. новембар и 2. децембар 1990. | 20. децембар 1990. | 8. април 1992.      | 1 година, 110 дана | Скупштина СР Босне и Херцеговине                                       | дводомна    | Амандмани на Устав из 1974. |

## Списак председника
| назив                                               | сазив | број | име и презиме           | почетак мандата    | крај мандата       | трајање мандата    | напомена | реф.   |
| --------------------------------------------------- | ----- | ---- | ----------------------- | ------------------ | ------------------ | ------------------ | --- | ------ |
| ЗАВНОБиХ 1943—1945.                                 | —     | —    | Војислав Кецмановић     | 25. новембар 1943. | 28. април 1945.    | 2 године, 353 дана | У функцији председника као председник Председништва ЗАВНОБиХ, Председништва Народне скупштине и Президијума Народне скупштине НР БиХ |        |
| Народна скупштина Босне и Херцеговине 1945—1946.    | —     | —    | Војислав Кецмановић     | 28. април 1945.    | 26. фебруар 1946.  | 2 године, 353 дана | У функцији председника као председник Председништва ЗАВНОБиХ, Председништва Народне скупштине и Президијума Народне скупштине НР БиХ |        |
| Народна скупштина НР Босне и Херцеговине 1946.      | —     | —    | Војислав Кецмановић     | 26. фебруар 1946.  | 13. новембар 1946. | 2 године, 353 дана | У функцији председника као председник Председништва ЗАВНОБиХ, Председништва Народне скупштине и Президијума Народне скупштине НР БиХ |        |
| Уставотворна скупштина НР Босне и Херцеговине 1946. | 1     | 1    | Ћазим Угљен             | 13. новембар 1946. | 31. децембар 1946. | 2 године, 156 дана | | [ 8 ]  |
| Народна скупштина НР Босне и Херцеговине 1946—1963. | 1     | 1    | Ћазим Угљен             | 31. децембар 1946. | 18. април 1949.    | 2 године, 156 дана | |        |
| Народна скупштина НР Босне и Херцеговине 1946—1963. | 1     | 2    | Богомир Брајковић       | 18. април 1949.    | 21. децембар 1950. | 4 године, 241 дан  | |        |
| Народна скупштина НР Босне и Херцеговине 1946—1963. | 2     | 2    | Богомир Брајковић       | 21. децембар 1950. | 15. децембар 1953. | 4 године, 241 дан  | |        |
| Народна скупштина НР Босне и Херцеговине 1946—1963. | 3     | 3    | Ђуро Пуцар Стари        | 15. децембар 1953. | 11. април 1958.    | 9 година, 192 дана | | [ 19 ] |
| Народна скупштина НР Босне и Херцеговине 1946—1963. | 4     | 3    | Ђуро Пуцар Стари        | 11. април 1958.    | 25. јун 1963.      | 9 година, 192 дана | [ 26 ] |        |
| Скупштина СР Босне и Херцеговине 1963—1992.         | 5     | 4    | Ратко Дугоњић           | 25. јун 1963.      | 11. мај 1965.      | 3 године, 321 дан  | | [ 39 ] |
| Скупштина СР Босне и Херцеговине 1963—1992.         | 5     | 4    | Ратко Дугоњић           | 11. мај 1965.      | 12. мај 1967.      | 3 године, 321 дан  | [ 43 ] |        |
| Скупштина СР Босне и Херцеговине 1963—1992.         | 5     | 5    | Џемал Биједић           | 12. мај 1967.      | 8. мај 1969.       | 4 године, 75 дана  | Прешао на дужност председника СИВ | [ 46 ] |
| Скупштина СР Босне и Херцеговине 1963—1992.         | 6     | 5    | Џемал Биједић           | 8. мај 1969.       | 26. јул 1971.      | 4 године, 75 дана  | Прешао на дужност председника СИВ | [ 51 ] |
| Скупштина СР Босне и Херцеговине 1963—1992.         | 6     | 6    | Хамдија Поздерац        | 26. јул 1971.      | 29. април 1974.    | 6 година, 275 дана | | [ 53 ] |
| Скупштина СР Босне и Херцеговине 1963—1992.         | 7     | 6    | Хамдија Поздерац        | 29. април 1974.    | 27. април 1978.    | 6 година, 275 дана | |        |
| Скупштина СР Босне и Херцеговине 1963—1992.         | 8     | 7    | Нико Михаљевић          | 27. април 1978.    | 27. април 1982.    | 4 године, 0 дана   | | [ 65 ] |
| Скупштина СР Босне и Херцеговине 1963—1992.         | 9     | 8    | Васо Гачић              | 27. април 1982.    | 27. април 1983.    | 1 година, 0 дана   | | [ 70 ] |
| Скупштина СР Босне и Херцеговине 1963—1992.         | 9     | 9    | Ивица Блажевић          | 27. април 1983.    | 27. април 1984.    | 1 година, 0 дана   | | [ 71 ] |
| Скупштина СР Босне и Херцеговине 1963—1992.         | 9     | 10   | Салко Оруч              | 27. април 1984.    | 26. април 1985.    | 364 дана           | | [ 74 ] |
| Скупштина СР Босне и Херцеговине 1963—1992.         | 9     | 10   | Салко Оруч              | 26. април 1985.    | 27. април 1986.    | 364 дана           | [ 75 ] |        |
| Скупштина СР Босне и Херцеговине 1963—1992.         | 10    | 11   | Саво Чечур              | 27. април 1986.    | 27. април 1987.    | 2 године, 0 дана   | | [ 77 ] |
| Скупштина СР Босне и Херцеговине 1963—1992.         | 10    | 11   | Саво Чечур              | 27. април 1987.    | 27. април 1988.    | 2 године, 0 дана   | [ 79 ] |        |
| Скупштина СР Босне и Херцеговине 1963—1992.         | 10    | —    | Александар Калмар (в.д) | 27. април 1988.    | 24. мај 1988.      | 27 дана            | вршилац дужности као потпредседник Скупштине                                                                                         | [ 85 ] |
| Скупштина СР Босне и Херцеговине 1963—1992.         | 10    | 12   | Златан Каравдић         | 24. мај 1988.      | 27. април 1989.    | 2 године, 210 дана | | [ 86 ] |
| Скупштина СР Босне и Херцеговине 1963—1992.         | 10    | 12   | Златан Каравдић         | 27. април 1989.    | 20. децембар 1990. | 2 године, 210 дана | [ 104 ] |        |
| Скупштина СР Босне и Херцеговине 1963—1992.         | 11    | 13   | Момчило Крајишник       | 20. децембар 1990. | 8. април 1992.     | 1 година, 110 дана | |        |